# هنري شباير
هاينريش من شباير أو هنري من شباير أو هناينريش فون فورمس (بالألمانية: Heinrich von Speyer أو Heinrich von Worms؛ حوالي  970 - 989/992)؛ هو أحد أفراد سلالة السالية، كان كونتًا في فورمسغاو الفرانكونية الراينية، وهو والد الإمبراطور كونراد الثاني .
هاينريش هو الابن الأكبر للكونت أوتو فون فورمس (توفي عام 1004)، دوق كارينثيا منذ عام 978 حتى 983 ومرة أخرى من عام 995، وزوجته جوديث، من ناحية جدته ليوتجارد هو حفيد الإمبراطور أوتو الأول، تزوج من أديلايد من ميتز، ولهما: ابناً كونراد (حوالي  990 - 1039)؛ الذي انتُخب ملك الرومان منذ عام 1024 وتوج إمبراطورًا رومانيًا مقدسًا بعد ثلاث سنوات، وابنة جوديث، وإما شقيقه الأصغر برونو الكارينثي أصبح البابا غريغوري الخامس منذ عام 996، وفي حين شقيقه كونراد الأول خليفة والدهما في لقب دوق كارينثيا في عام 1004.
لا يُعرف الكثير عن سيرته، حيث توفي في سن العشرين تقريبًا، حتى قبل وفاة والده أوتو. وقد دُفن في كاتدرائية فورمس مع ابنته جوديث، عاشت زوجته أديلايد لسنوات عديدة بعده؛ حتى أنه تزوجت ثانيةً من كونت فرانكوني آخر ربما من عائلة بابينبيرغ، وأيضا شهدت صعود ابنها إلى العرشغ وتوفيت في عام 1046.